# Niccolò Lorini
Niccolò Lorini (Florença, 1544 – ca. 1617) foi um pregador dominicano italiano.
Serviu como pregador geral dominicano e professor de história eclesiástica na Universidade de Florença. É mais conhecido por seu envolvimento no Processo de Galileu Galilei. Era membro da Liga dos Pombos, nomeada em homenagem a um dos rivais de Galileu, Lodovico delle Colombe. Lorini instigou os eventos de 1616 enviando à Inquisição Romana uma cópia da carta de Galileu para Benedetto Castelli.